# Guatteria spatulata
Guatteria spatulata är en kirimojaväxtart som beskrevs av Johannes Elias Teijsmann och Simon Binnendijk. Guatteria spatulata ingår i släktet Guatteria och familjen kirimojaväxter. Inga underarter finns listade i Catalogue of Life.